# Citry
Citry je francouzská obec v departementu Seine-et-Marne v regionu Île-de-France. V roce 2012 zde žilo 817 obyvatel.

## Poloha obce
Obec leží u hranic departementu Seine-et-Marne s departementem Aisne, tedy i u hranic regionu Île-de-France s regionem Hauts-de-France. Sousední obce jsou: Bussières, Crouttes-sur-Marne (Aisne), Charly-sur-Marne (Aisne), Nanteuil-sur-Marne, Pavant (Aisne) a Saâcy-sur-Marne.

## Vývoj počtu obyvatel
Počet obyvatel